# 分析機

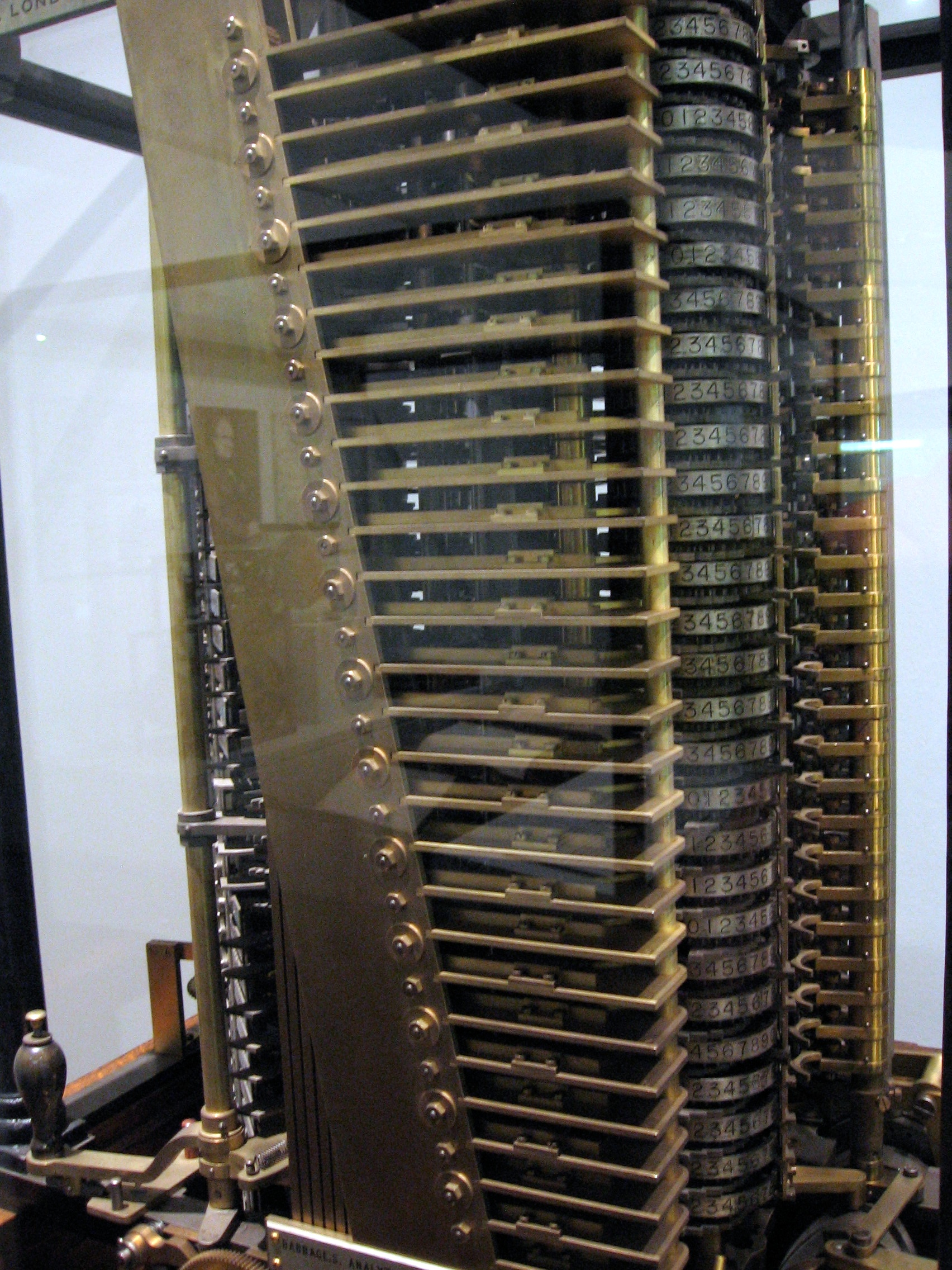
亨利·巴贝奇于1910年制造的分析机磨坊（Mill）模型，现存于倫敦科學館

分析机（英語：Analytical Engine）是由英国数学家查尔斯·巴贝奇设计的一种机械式通用计算机。从1837年首次提出这种机器的设计，一直到他去世的1871年，由于种种原因，这种机器并没有被真正地制造出来。但它本身的设计逻辑却十分先进，是大约100年后电子通用计算机的先驱。

## 设计
查尔斯·巴贝奇最初尝试的所谓差分机，可以通过求解差分来计算对数表和三角函数表，然后能近似计算多项式。由于巴贝奇与他的首席工程师约瑟夫·克莱芒起了争执，英国政府就撤回了这项项目的资金，差分机也因此没能完成。在这期间，巴贝奇意识到建造一种更加通用的机器（即所谓的分析机）是可行的，于是便于1833年开始了分析机的设计。
分析机由蒸汽机驱动，大约有30米长、10米宽。它的输入由程序和数据组成，并使用打孔卡输入，这种输入方法被当时的织布机广泛采用。分析机通过一台打印机、一个弯曲的绘图仪和一个铃铛输出，也可以在纸上打孔以便日后读取。分析机采取普通的十进制定点计数法。
它的“記憶體”大约可以存储1000个50位的十进制数（共约16.2kB）。有一个算術邏輯單元可以进行四则运算、比较和求平方根操作。刚开始研制的时候，分析机的外观被普遍认为和差分机相似 。1858年的图纸呈现了一个有规律的网格布局。与现代计算机的中央处理器（CPU）类似，其算術邏輯單元使用的微程序存储在插在被称为“桶”的滚筒上的支柱中，这为用户指定更加复杂的运算提供了便利。
分析机使用的编程语言与今天的汇编语言类似，支持循环语句和条件分支，因此这门语言被认为是圖靈完備的。分析机采用三种不同的打孔卡和读卡器来区分算术运算、数字常量和存储的指令，以此实现了数字在存储器和运算单元之间的加载和存储操作。巴比奇在1837至1840年间写下了24份程序，并在之后又写了一份。这些程序可以计算多项式、迭代公式、高斯消去法和伯努利数。